# 钙矾石
钙矾石是一种含水的钙铝硫酸盐矿物，其化学式为Ca
6Al
2(SO
4)
3(OH)
12·26H
2O。它呈无色到黄色，晶系为三方晶系。其柱状晶体通常情况下无色，部分脱水后显白色。钙矾石类矿物包括矽灰石膏和鈣鉻礬。